# Antti Heinola
Antti Heinola (Helsinki, 20 maart 1973) is een voormalig Fins voetballer. Die gedurende zijn carrière uitkwam voor HJK Helsinki, FC Emmen, Heracles Almelo en Queens Park Rangers. Hij sloot zijn actieve voetbalcarrière af bij HJK.

## Erelijst
HJK Helsinki
- Suomen Cup

1993, 2003